# Ray of Light (sång)
Ray of Light är en låt framförd av den amerikanska popartisten Madonna, utgiven som den andra singeln från hennes sjunde studioalbum Ray of Light den 6 maj 1998. Den skrevs av Madonna, William Orbit, Clive Muldoon, Dave Curtiss och Christine Leach. Låten hyllades för sitt dansvänliga, elektroniska sound såväl som för sitt mognare språk i texten, "känslomässiga värme", samt den mer spirituella framtoningen.

## Bakgrund
Madonna påbörjade inspelningen av Ray of Light med den engelske musikern och producenten William Orbit 1997, efter att Guy Oseary, medarbetare på Maverick Records, ringde upp Orbit och föreslog att han skulle skicka några låtar till Madonna. Orbit skickade då en DAT-kassett på 13 låtar till henne, som bland annat innehöll låten "Ray of Light". Den är baserad på en 1970-talslåt kallad "Sepheryn" av folkduon Curtiss Maldoon (Dave Curtiss och Clive Maldoon). 1996 spelade Madonnas systerdotter Christine Leach in sin egen version av låten. Hon arbetade en tid med Orbit. Leach sa att hon alltid hade älskat Dave och Clives verk och att "Sepheryn" hade en drömlik kvalitet. När hon skrev om refrängmelodin tog hon bort några bitar. Madonna gillade Christines version och började själv omarbeta texten. Curtiss sa att han "kunde inte tro det" efter att han hade hört låten och uppskattade vad Madonna hade gjort med originalkompositionen. Madonna har senare kommenterat: "Den är helt ur kontroll. Originalversionen är väl över 10 minuter lång. Den var helt eftergiven men jag älskade den. Det var förkrossande att korta ner den till en hanterbar längd." Den ursprungliga versionen var tänkt att inkluderas på ett samlingsalbum med namnet Veronica Electronica, men det gavs aldrig ut.

## Komposition

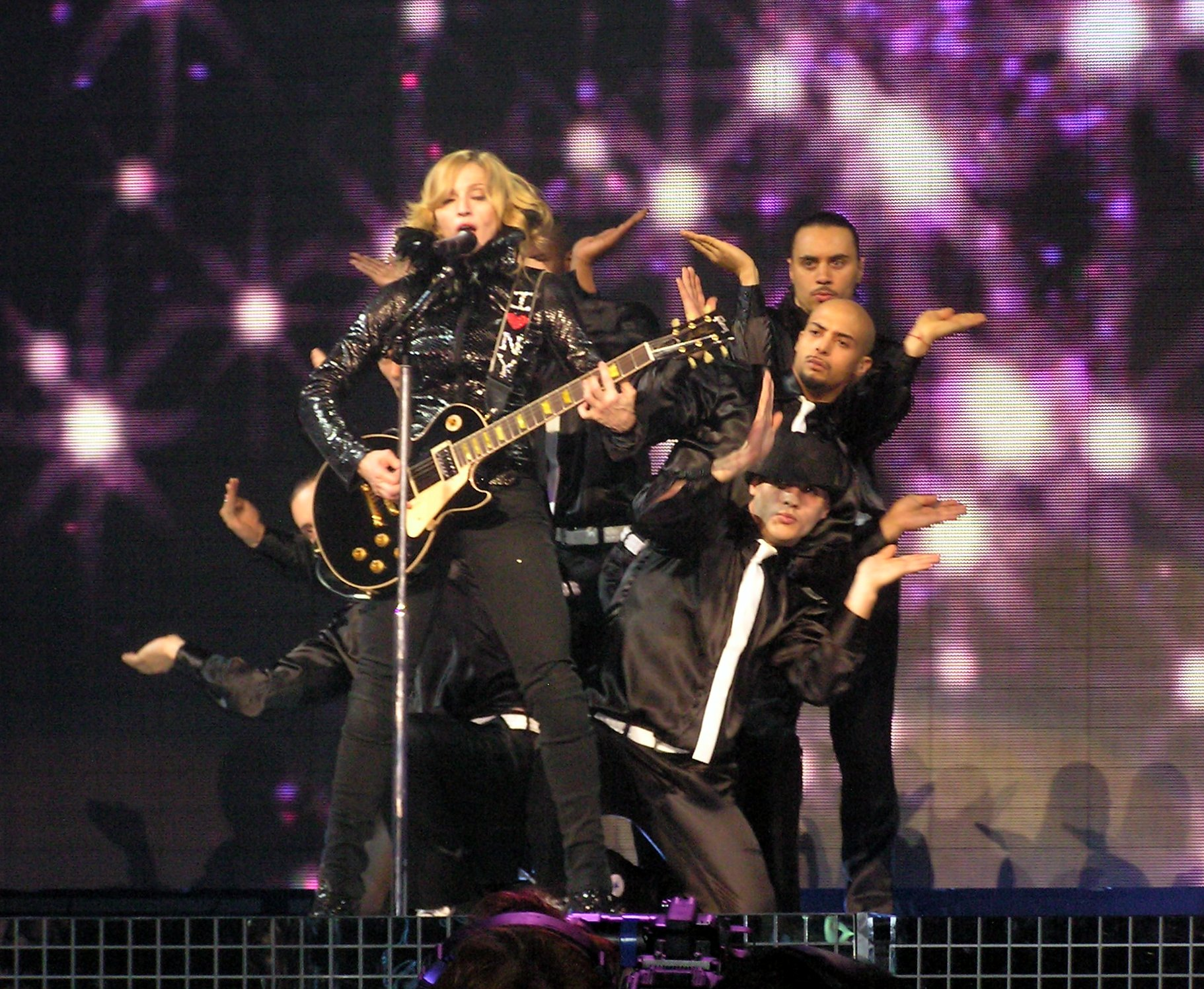
Madonna, flankerad av sina dansare, framför "Ray of Light" under Confessions Tour 2006.

Dancelåten "Ray of Light" har stilmässigt jämförts med rave, psykedelisk och acidmusik. Låten innehåller starka technoelement såväl som disco-, trance- och eurodance-influenser, och ser Madonna bredda hennes dancerötter till ett mer elektroniskt sound. Enligt den partitur som publicerats av Muscinotes.com har låten en 4/4-takt, med ett tämligen snabbt tempo på 126 taktslag per minut. Den är skriven i B♭-dur och Madonnas röst spänner mellan B♭3 och F5, där den senare tonen är den som sjungs vid "ah-ah" nära slutet av låten. "Ray of Light" har den grundläggande sekvensen B♭–E♭–B–E–B♭ som ackordföljd.
Låten inleds med ett elgitarriff vilket har jämförts med det engelska rockbandet Oasis, varefter den snabba technomelodin börjar, som i Lucy O'Briens biografi Madonna: Like an Icon har beskrivits som en "bubblande psykedelisk underström" och som kombinerar "melodisk pop med pip-driven techno". I kompositionen återfinns flera elektroniska ljudeffekter, däribland visslingar, bjällror och pip. Den har beskrivits som "rastlös". Framåt mitten av låten repeteras gitarriffet då Madonna sjunger samma textrad som i början av låten fram till att dancesektionen kommer tillbaka och låten gradvis avslutas. Madonnas "andlösa" sångstil på låten har noterats för att skilja sig från den hon använt på singlarna fram till 1996 i filmen Evita. Temat för sångtexten är frihet och visar en mer spirituell sida av Madonna. Enligt Madonna är låten en mystisk syn på universum och hur små vi är.

## Musikvideo
Musikvideon till "Ray of Light" regisserades av Jonas Åkerlund. Madonnas scener spelades in tidigt i april 1998 vid MTV:s Times Square-studior i New York och Los Angeles. Bilderna i Madonnas bakgrund består av olika städer, bland andra Los Angeles, New York, London, Las Vegas och Stockholm. Videon hade premiär på MTV Live den 12 maj 1998. Madonna har berättat att när hon gör ett album "lägger hon ner [sin] själ i det" men en musikvideo innebär mer att arbeta med en regissör. Till albumet Ray of Light ville hon ha videor med ett nytt uttryckssätt och att nya regissörer skulle ersätta de gamla som hon hade arbetat med under flera år. Hon menade att Jonas Åkerlund hade ett speciellt arbetssätt. Hon har nämnt att hon och regissören "möttes på telefon och han skickade mig en massa förslag jag inte gillade. Men han höll på det och gav inte upp." Videon är enligt Madonna i grunden "en dag i livet på jorden för att visa att vi rusar mot slutet av 1900-talet i full fart. Jag tycker att Jonas gjorde en utmärkt framställning av låten, även om han tvingade mig att dansa som en galning i två dagar. Han är en tuff regissör." Åkerlund sa att "Den blev jävligt bra! Madonna var nöjd med det snabba resultatet och [är] en dröm att arbeta med - det var antagligen det enklaste jobb jag genomfört på flera år!".

## Format och låtlistor
| USA 12"-vinyl - A "Ray of Light" (Sasha's Strip Down Mix) – 5:00 - B "Ray of Light" (Orbit's Ultra Violet Mix) – 6:59 USA 2 x 12"-vinyl - A1 "Ray of Light" (Sasha's Ultraviolet Mix) – 10:43 - A2 "Ray of Light" (Sasha's Strip Down Mix) – 5:00 - B1 "Ray of Light" (Victor Calderone Club Mix) – 9:29 - B2 "Ray of Light" (William Orbit Liquid Mix) – 8:06 - C1 "Ray of Light" (Sasha Twilo Mix) – 10:58 - C2 "Ray of Light" (Victor Calderone Drum Mix) – 5:26 - D1 "Ray of Light" (Orbit's Ultra Violet Mix) – 6:59 - D2 "Ray of Light" (Albumversion) – 5:19 EU 12"-vinyl - A1 "Ray of Light" (Sasha's Ultraviolet Mix) – 10:43 - A2 "Ray of Light" (William Orbit Liquid Mix) – 8:06 - B1 "Ray of Light" (Victor Calderone Club Mix) – 9:29 - B2 "Ray of Light" (Albumversion) – 5:19 | EU CD-singel 1. "Ray of Light" (Albumversion) – 5:19 2. "Has to Be" (Non-Album Track) – 5:15 3. "Ray of Light" (Sasha's Ultraviolet Mix) – 10:43 USA 7"-vinyl / USA CD-singel / AU CD-singel / JP CD-singel / UK kassett 1. "Ray of Light" (Albumversion) – 5:19 2. "Has to Be" (Non-Album Track) – 5:15 USA Maxi-CD / AU Maxi-CD / EU Maxi-CD / JP Maxi-CD / UK CD-singel 1 1. "Ray of Light" (Albumversion) – 5:19 2. "Ray of Light" (Sasha's Ultraviolet Mix) – 10:43 3. "Ray of Light" (William Orbit Liquid Mix) – 8:06 4. "Ray of Light" (Victor Calderone Club Mix) – 9:29 UK CD-singel 2 1. "Ray of Light" (Sasha Twilo Mix) – 10:58 2. "Ray of Light" (Sasha's Strip Down Mix) – 5:00 3. "Ray of Light" (Victor Calderone Drum Mix) – 5:26 4. "Ray of Light" (Orbit's Ultra Violet Mix) – 6:59 |

## Medverkande
- Madonna – sång, producent
- John Gallo – assisterande ljudtekniker
- William Orbit – producent
- Kevin Reagan – art director, design
- Dave Saronson – ljudtekniker
- Mario Testino – fotografi

Medverkande är hämtade från Allmusic.

## Listplaceringar
| Lista (1998)                        | Högsta position |
| ----------------------------------- | --------------- |
| Australien (ARIA Charts)            | 6               |
| Finland (Finlands officiella lista) | 2               |
| Kanada (RPM)                        | 3               |
| Storbritannien (UK Singles Chart)   | 2               |
| Sverige (Sverigetopplistan)         | 14              |
| Tyskland (Media Control Charts)     | 28              |
| USA (Billboard Hot 100)             | 5               |
| USA (Hot Dance Club Songs)          | 1               |